# With Every Beat of My Heart
With Every Beat of My Heart è un singolo della cantante statunitense Taylor Dayne, pubblicato nel 1989 ed estratto dal suo secondo album in studio Can't Fight Fate.

## Tracce
- 7"

1. With Every Beat of My Heart (T. Faragher, L. Golden, A. Baker)
2. All I Ever Wanted (A. Forbes, P. Lallemend, T. Derkach)

## Classifiche
| Classifica (1989–1990) | Posizione raggiunta |
| ---------------------- | ------------------- |
| Regno Unito            | 53                  |
| Stati Uniti            | 5                   |